# ژلزنووودسک
شهر ژلزنووودسک (به روسی: Железноводск) در کشور روسیه و در کرای استاوروپول واقع شده‌است.

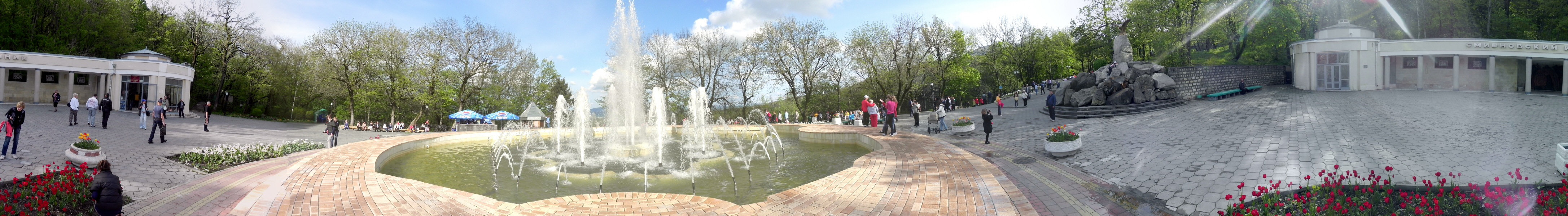